# Bochany (rejon stołpecki)
Bochany, Bachany (biał. Баханы, Bachany; ros. Боханы, Bochany) – wieś na Białorusi, w obwodzie mińskim, w rejonie stołpeckim, w sielsowiecie Zajamno, przy drodze magistralnej M1.

## Historia
W XIX i w początkach XX w. położone były w Rosji, w guberni mińskiej, w powiecie mińskim, w gminie Stołpce.
W dwudziestoleciu międzywojennym leżały w Polsce, w województwie nowogródzkim, w powiecie stołpeckim, w gminie Stołpce. W 1921 miejscowość liczyła 515 mieszkańców, zamieszkałych w 83 budynkach, wyłącznie Białorusinów. 513 mieszkańców było wyznania prawosławnego i 2 rzymskokatolickiego.
Po II wojnie światowej w granicach Związku Sowieckiego. Od 1991 w niepodległej Białorusi.